# Vinho brasileiro
O vinho brasileiro é uma bebida alcoólica brasileira que recebeu características regionais, como qualidades de uvas e o modo de fazer, típicas da culinária do Brasil.
O Brasil é o terceiro maior produtor de vinho da América do Sul, atrás da Argentina e do Chile. Segundo a Organização Internacional da Vinha e do Vinho (OIV), o Brasil produziu 340 milhões de litros de vinho em 2017, correspondendo a um crescimento de 169% em relação a 2016. A produção em 2018 foi de 3,1 milhões de hectolitros, um pouco mais do que a Nova Zelândia. Este ano, o Brasil foi o 15º maior produtor de vinho do mundo. Apesar do Brasil ter uma quantidade relativamente grande de vinhas, uma grande parte delas produzem uvas de mesa, e apenas algumas são dedicadas na produção do vinho brasileiro. Apesar dos vinhos de melhor qualidade (vinho fino) serem produzidos a partir da videira europeia Vitis vinifera, em 2003, apenas cerca de 5000 hectares (12 000 acres) dos 68 mil hectares (170 000 acres) de vinhedos brasileiros foram plantados com esse tipo de videira. O restante é composto por videiras americanas ou híbridas, muitas das quais são mais fáceis de cultivar nas condições de crescimento brasileiras.
Como boa parte do Brasil está sob o clima tropical, as regras tradicionais de produção de vinho tornam a maior parte do país imprópria para a viticultura, devido ao excesso de calor e umidade. A maior parte da produção de vinho no Brasil está concentrada no sul do país, longe do equador, no estado do Rio Grande do Sul, que fica próximo ao Uruguai e à Argentina. Nessa área, muitos dos vinhedos também estão localizados em locais mais frios, altos e montanhosos, uma grande parte na região da Serra Gaúcha. Apesar disso, outras regiões como São Roque e Jundiaí, no estado de São Paulo, Curitiba e sua região metropolitana, a região sul de Minas Gerais e o Vale do São Francisco, no nordeste do país, também são produtoras de vinho.

## História

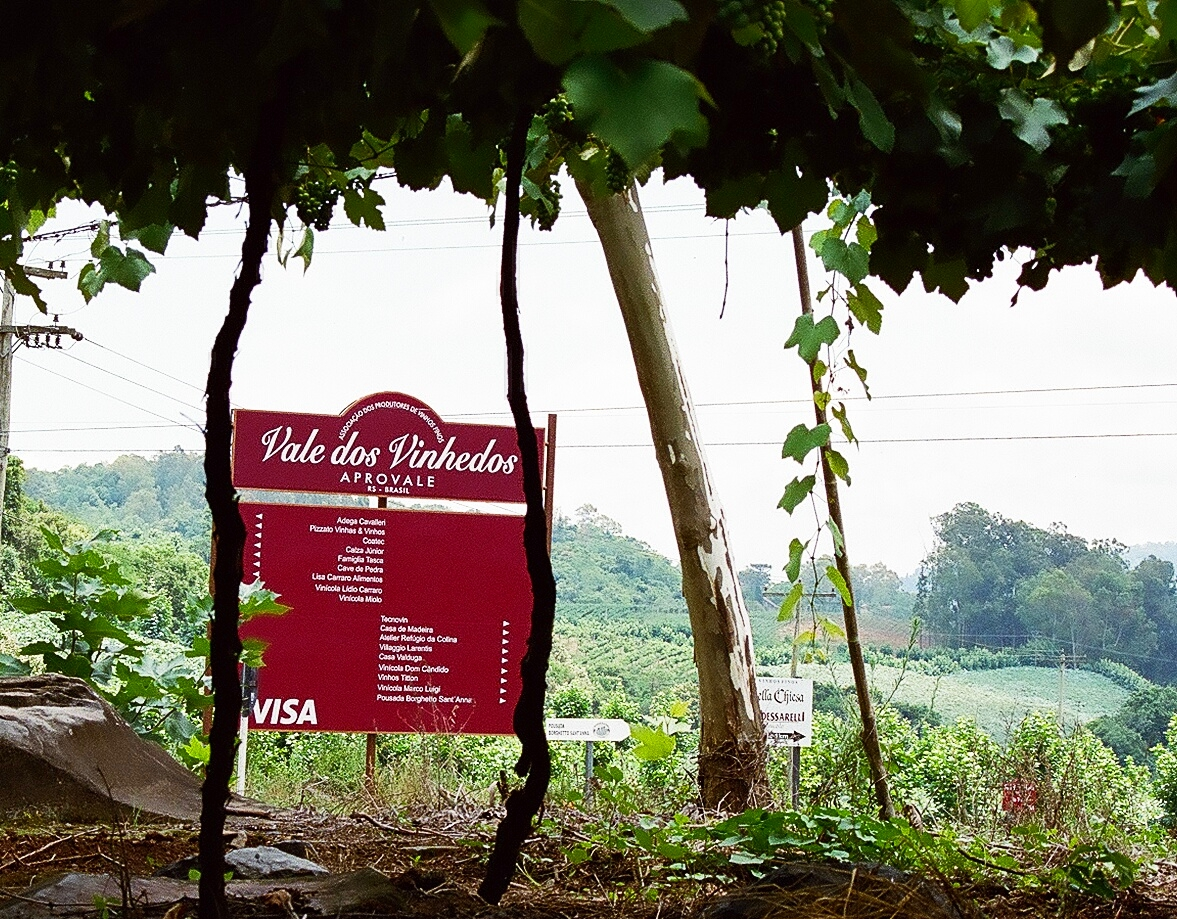
Vale dos Vinhedos, na Serra Gaúcha, Rio Grande do Sul.

Durante séculos, houve várias tentativas não tão bem-sucedidas de introduzir videiras europeias no Brasil. As primeiras videiras foram trazidas ao Brasil pelos portugueses em 1532, que as plantaram no estado de São Paulo. Os jesuítas trouxeram as videiras espanholas para o Rio Grande do Sul em 1626 e os colonos do século XVIII vindos dos Açores trouxeram mudas de videira da Madeira e dos Açores. 1 840 plantações de Isabella (um cultivo da espécie Vitis labrusca) na costa sul do Rio Grande do Sul são consideradas as primeiras plantações de vinha que tiveram sucesso no Brasil. Ao final dos anos 1870, a vinicultura estava mais definitivamente estabelecida e tinha tomado conta da Serra Gaúcha, onde imigrantes italianos plantaram muitas das vinhas existentes e produziram principalmente a partir do tipo americano. Algumas variedades italianas e tannats foram acrescentadas mais tarde.

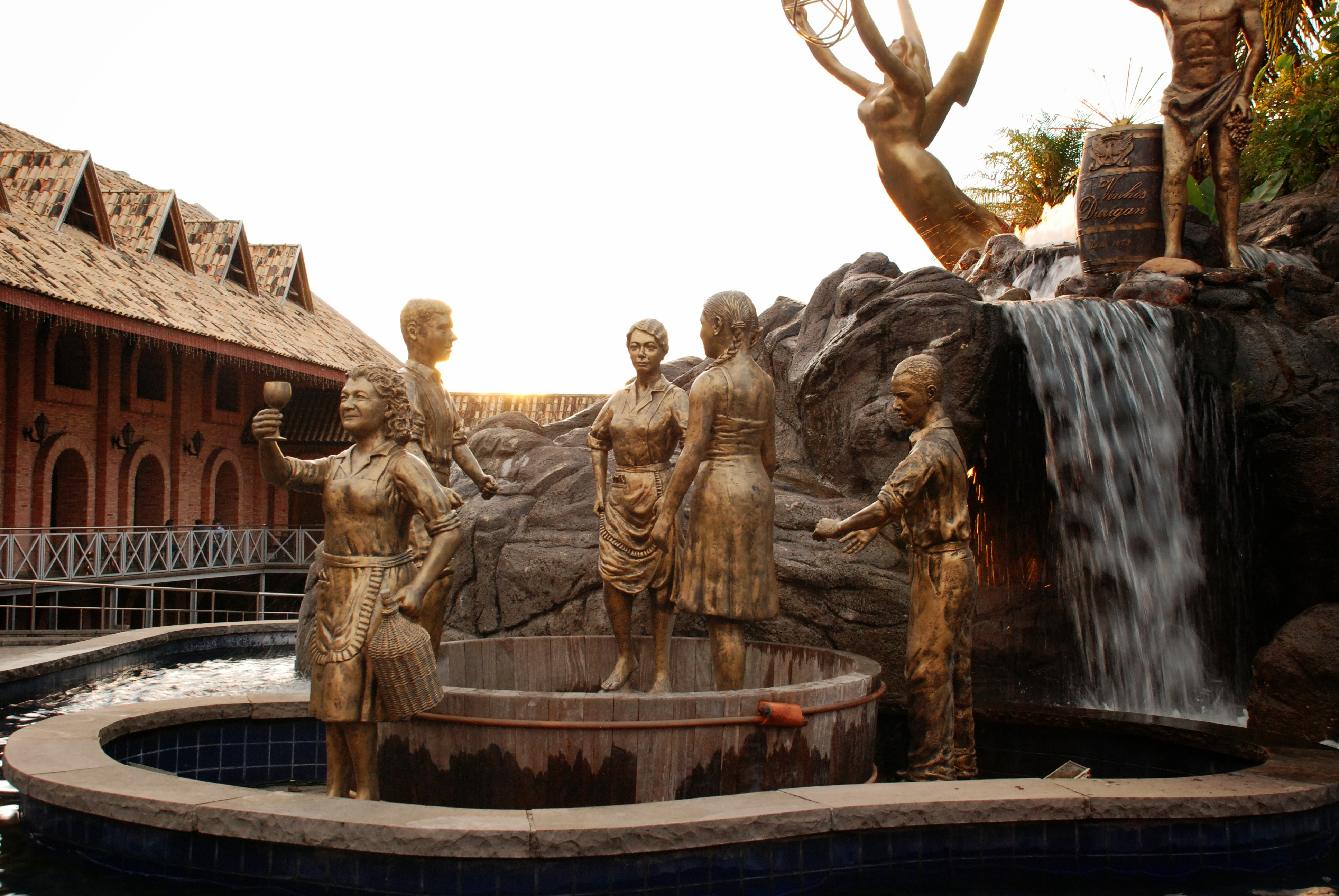
Monumento em homenagem ao vinho em Curitiba.

A produção de vinho com ambições de maior qualidade começou nos anos 1970 e 1980, quando várias multinacionais de vinhos investiram no Brasil e trouxeram conhecimento e equipamentos modernos. Nos anos 1990, floresceram muitas vinícolas familiares, que se desligaram das cooperativas, vinícolas que produziam a maior quantidade de vinho na época. Este movimento de pequenos produtores tornou o vinho brasileiro conhecido no mercado mundial devido ao seu incremento qualitativo. O forte intercâmbio de produtores, pesquisadores e estudantes com outras regiões vinícolas do mundo permitiu uma melhora considerável na imagem do vinho brasileiro. Hoje, o Brasil conta com inúmeras regiões vinícolas, como a Serra Gaúcha, a Campanha Gaúcha, a Serra Catarinense, a região serrana de Minas Gerais, a região da Grande Curitiba e o Vale do Rio São Francisco.

### Região Sul

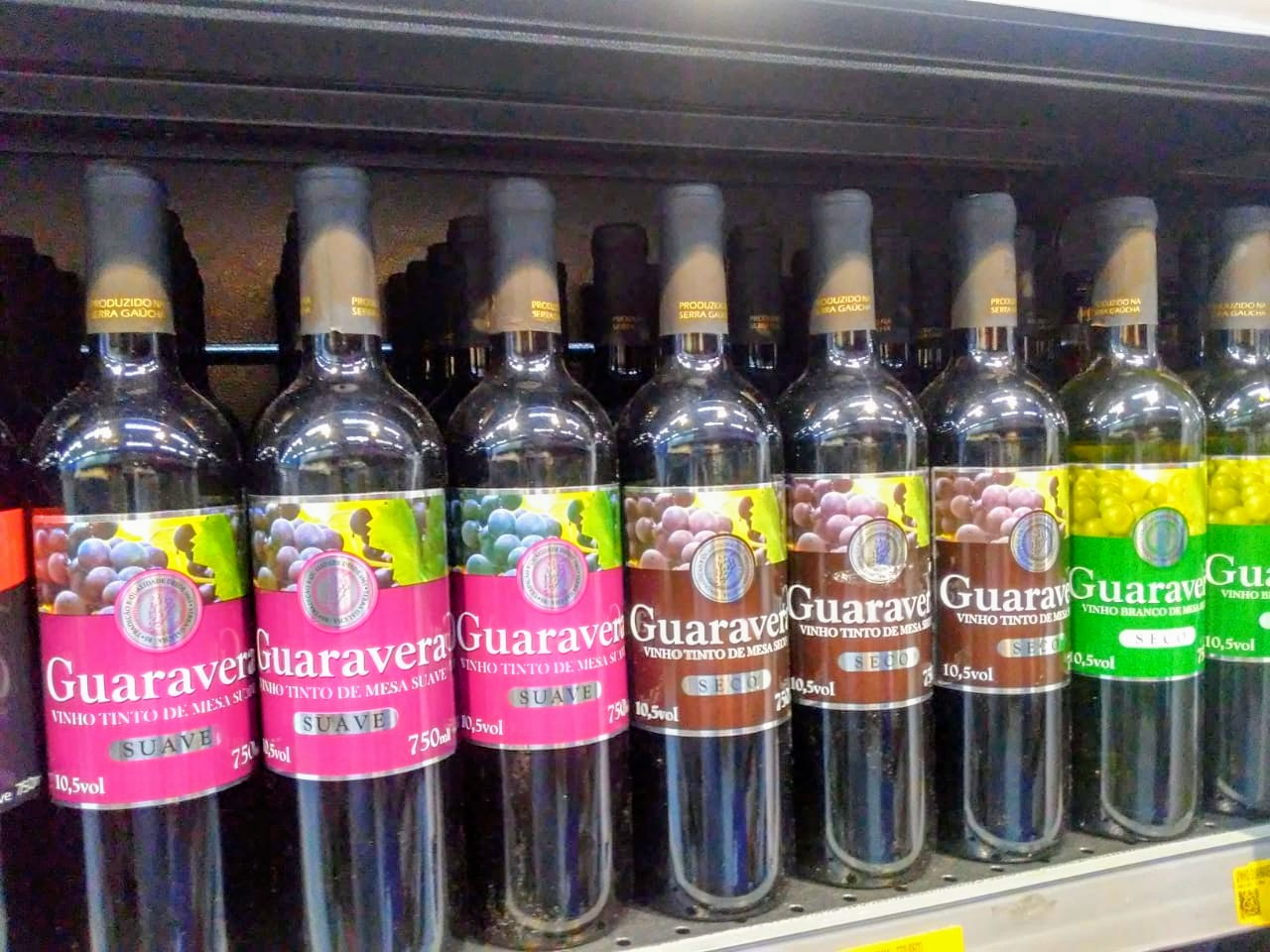
Exemplo de vinhos produzidos em Londrina, no Paraná.

A Serra Gaúcha produz boa parte de uvas híbridas e americanas destinadas à produção de sucos e vinhos de mesa, e uvas brancas para excelentes espumantes como chardonnay, riesling itálico e moscato branco. A Região da Campanha Gaúcha é a mais nova e promissora região para produção de vinhos tintos brasileiros de qualidade. Seu clima mais seco permite uma ótima maturação das uvas. A Serra Catarinense é conhecida por produzir vinhos de altitude e brancos de guarda. A região da Grande Curitiba vem apresentando um enorme crescimento no setor, investindo cada vez mais na produção de vinhos finos.

### Região Sudeste

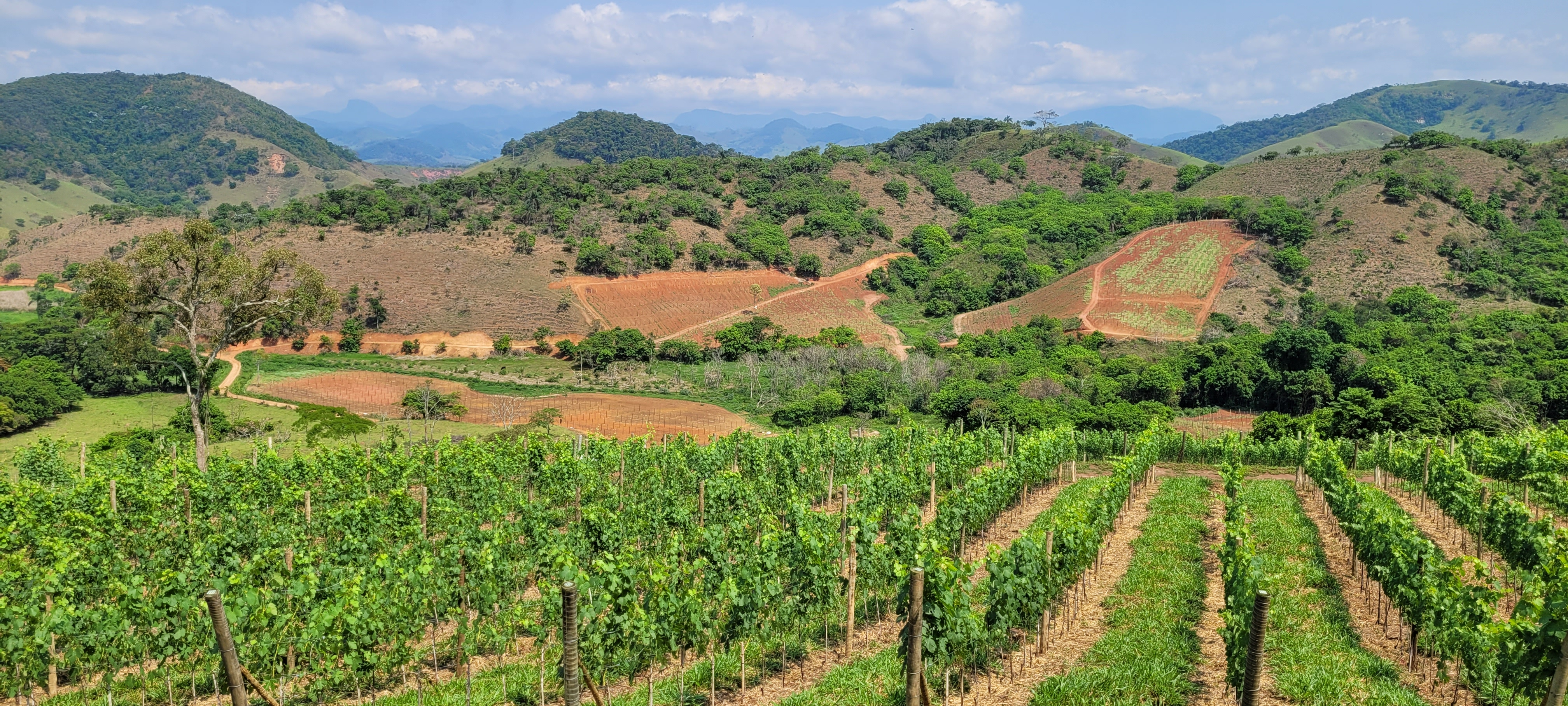
Vinhedo da vinícola Campo de Estrelas em Vieiras na Zona da Mata Mineira.

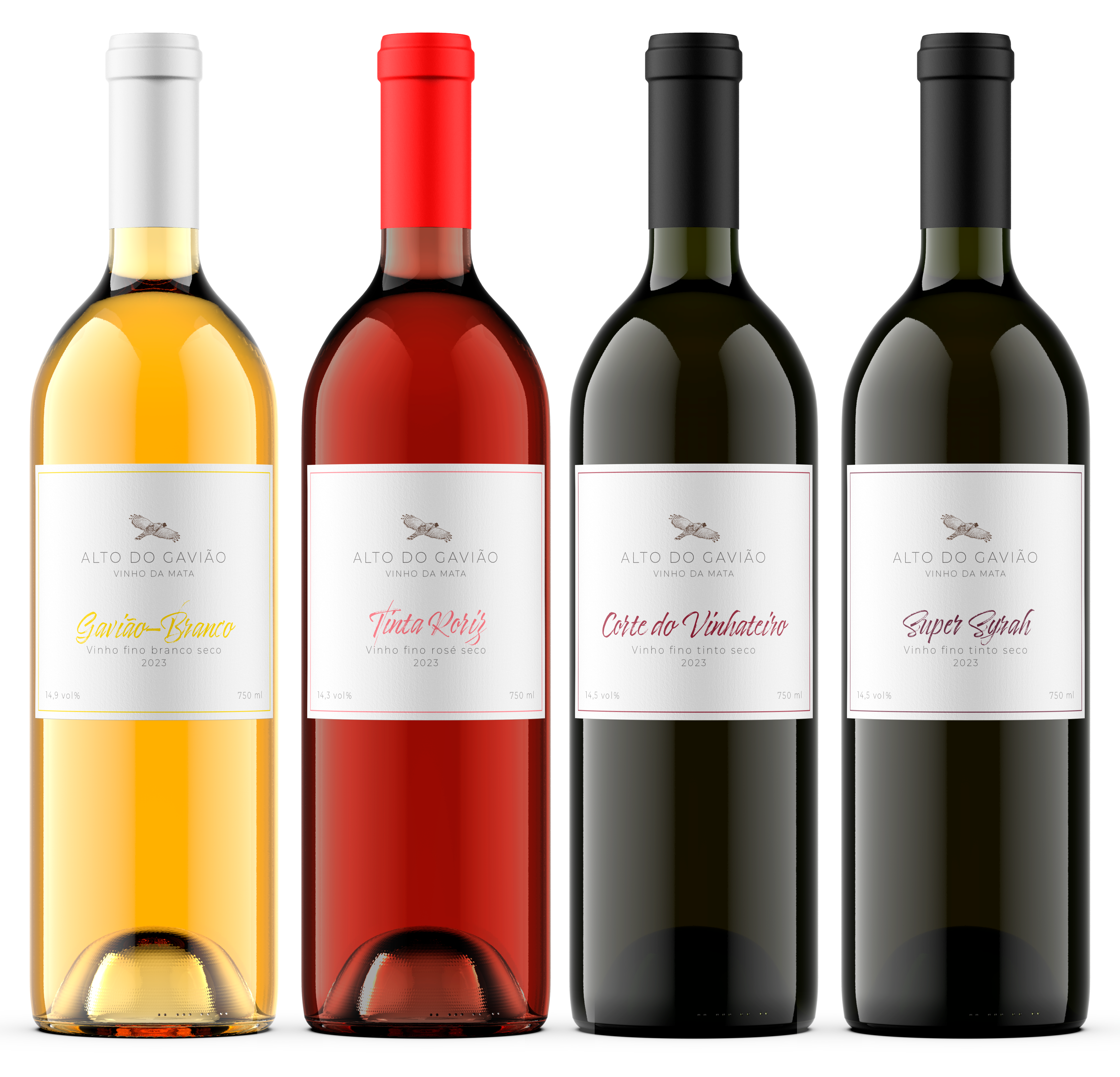
1a safra de vinhos finos da Zona da Mata Mineira

Imigrantes italianos estabeleceram-se no Noroeste do Rio de Janeiro no final do século XIX. Desejando perpetuar o costume de fabricação e consumo de bebidas fermentadas e não encontrando uvas, passaram a fabricar vinho de jabuticaba. A bebida de jabuticaba é tipicamente produzida na cidade de Varre-Sai.
Atualmente vinhos finos (elaborados com uvas Vitis vinifera) são produzidos em todos os estados da Região Sudeste. Em Minas Gerais são produzidos vinhos finos em várias regiões do Estado como o Sul de Minas, Diamantina e Zona da Mata, destacando-se entre as variedades de uva as brancas Alvarinho, Muscat Petit Grain, Vermentino e Sauvignon blanc e as tintas Cabernet Franc, Cabernet Sauvignon, Marselan, Syrah, Tannat, Tinta Roriz e Touriga Nacional.

### Vinho da Mata
Na Zona da Mata Mineira a produção de vinhos se iniciou na Universidade Federal de Viçosa em 2001 com o cultivo da variedade híbrida franco-americana Chambourcin.
A primeira produção de vinhos finos na Zona da Mata, conhecidos como Vinhos da Mata, foi elaborada pela Vinícola Alto do Gavião em 2022. Hoje são cerca de dez vinícolas produzindo vinhos fino nesta região entre elas a Vinícola Campo de Estrelas e a Vinícola Raízes da Mata.

### Região Nordeste
O Vale do São Francisco é a segunda maior região produtora de vinho do país, sendo responsável pelo abastecimento de 15% do mercado nacional. Em 2016, foram produzidos 8 milhões de litros de vinhos, com um faturamento anual que chega a 1 bilhão de Reais. A região é a única no mundo a produzir duas vindimas (safras) por ano. A produção de vinho no sertão nordestino começou no anos 1960 a partir de projetos experimentais nas cidade de Petrolina em Pernambuco, e Juazeiro na Bahia. As principais variedades plantadas na região são aragonez, alicante bouschet, touriga nacional, syrah e cabernet sauvignon.